# Duomyia scintilla
Duomyia scintilla är en tvåvingeart som beskrevs av Mcalpine 1973. Duomyia scintilla ingår i släktet Duomyia och familjen bredmunsflugor. Inga underarter finns listade i Catalogue of Life.